# Nördliche Luzon-Waldmaus

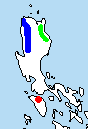
Verbreitung von drei Arten der Gattung Apomys, Nördliche Luzon-Waldmaus in Blau

Die Nördliche Luzon-Waldmaus (Apomys datae) ist ein auf den nördlichen Philippinen verbreitetes Nagetier in der Gattung der Philippinen-Waldmäuse. Sie ist eng mit der Großen Mindoro-Waldmaus (Apomys gracilirostris) verwandt und ähnelt der Kleinen Philippinen-Waldmaus (Apomys musculus) im Erscheinungsbild. Manche Individuen können mit den Luzon-Streifenratten oder den Nasenratten verwechselt werden, jedoch nicht mit zuvor nicht genannten Arten der Gattung Apomys.

## Merkmale
Mit einer Kopf-Rumpf-Länge von 125 bis 155 mm, einer Schwanzlänge von 121 bis 139 mm und einem Gewicht von 63 bis 105 g ist die Art ein großer Gattungsvertreter. Sie hat 33 bis 39 mm lange Hinterfüße und 18 bis 23 mm lange Ohren. Oberseits kommt weiches Fell vor, das dunkelbraun mit rötlichen Tönungen ist sowie verstreute schwarze Haare besitzt. Die Grenze zur hellgrauen Unterseite mit gelbbraunen Haarspitzen ist deutlich. Die Finger und Zehen dieses Nagetiers sind pigmentfrei und mit weißen Haaren bedeckt. Die Art hat einen diploiden Chromosomensatz mit 44 Chromosomen (2n=44).

## Verbreitung und Lebensweise
Die Nördliche Luzon-Waldmaus lebt im nördlichen Teil der Insel Luzon. Sie hält sich im Hügel- und Bergland zwischen 750 und 1650 Meter Höhe auf. Die Art ist gewöhnlich in feuchten Wäldern und Strauchflächen zu finden. Gelegentlich werden Bergwiesen und Ackerland besucht.
Als nachtaktives Tier hält sich diese Waldmaus auf dem Boden auf. Zur Nahrung zählen Pflanzensamen, Insekten und Regenwürmer. Ein Wurf besteht aus bis zu drei Neugeborenen.

## Gefährdung
In tieferen Lagen wirken sich Landschaftsveränderungen negativ aus. Die Gesamtpopulation wird als groß eingeschätzt. Die Nördliche Luzon-Waldmaus wird von der IUCN als nicht gefährdet (least concern) gelistet.